# Вадальфьёдль
Вадальфьёдль (исл. Vaðalfjöll, исландское произношение: [ˈvaːðalˌfjœd̥l]) — небольшая гора вулканического происхождения на западе Исландии в регионе Вестфирдир, примерно в 20 км к северу от города Рейкхоулар.

## Этимология
Буквально с исландского Вадальфьёдль означает «горы брода» (исл. vaðall — брод; переход вброд + исл. fjöll — горы). Существует предание, что в древности примечательная двойная вершина этой горы (возвышается примерно на 100 м над окружающими горами и хорошо видная издалека даже в плохую погоду) служила ориентиром при переходе вброд расположенных вокруг мелководных фьордов.

## Физико-географическая характеристика
Вадальфьёдль расположен между Берю-фьордом и Кроукс-фьордом на юго-востоке и Торска-фьордом на северо-западе. Гора вытянута с запада на восток — ширина у основания 0,6 км, длина около 1,1 км и представляют собой компактную гору овального очертания в плане с характерной двойной вершиной. От соседних хребтов и массивов горной системы Торскафьярдархейди Вадальфьёдль отделен многочисленными узкими долинами.
В геологическом плане Вадальфьёдль это обнаженное ледниковой эрозией крупное интрузивное магматическое тело (плутон) образовавшееся при медленном остывании магмы под поверхностью земли в магматической камере древнего вулкана, действовавший около 6-7 миллионов лет назад. Сложен Вадальфьёдль по большей части из гиалокластитов.
Самой высокой вершиной Вадальфьёдль является её северная вершина — 508 м над уровнем моря. Южная вершина немного ниже — 457 м..

## Галерея

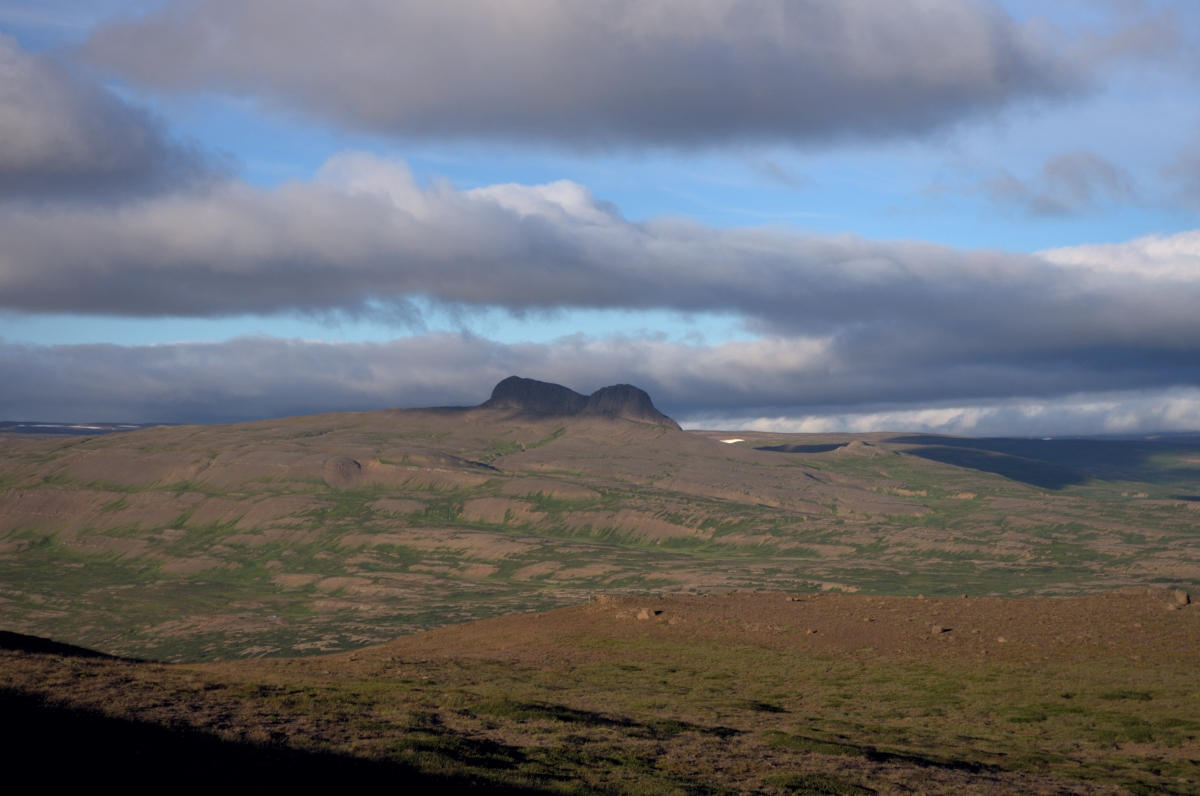
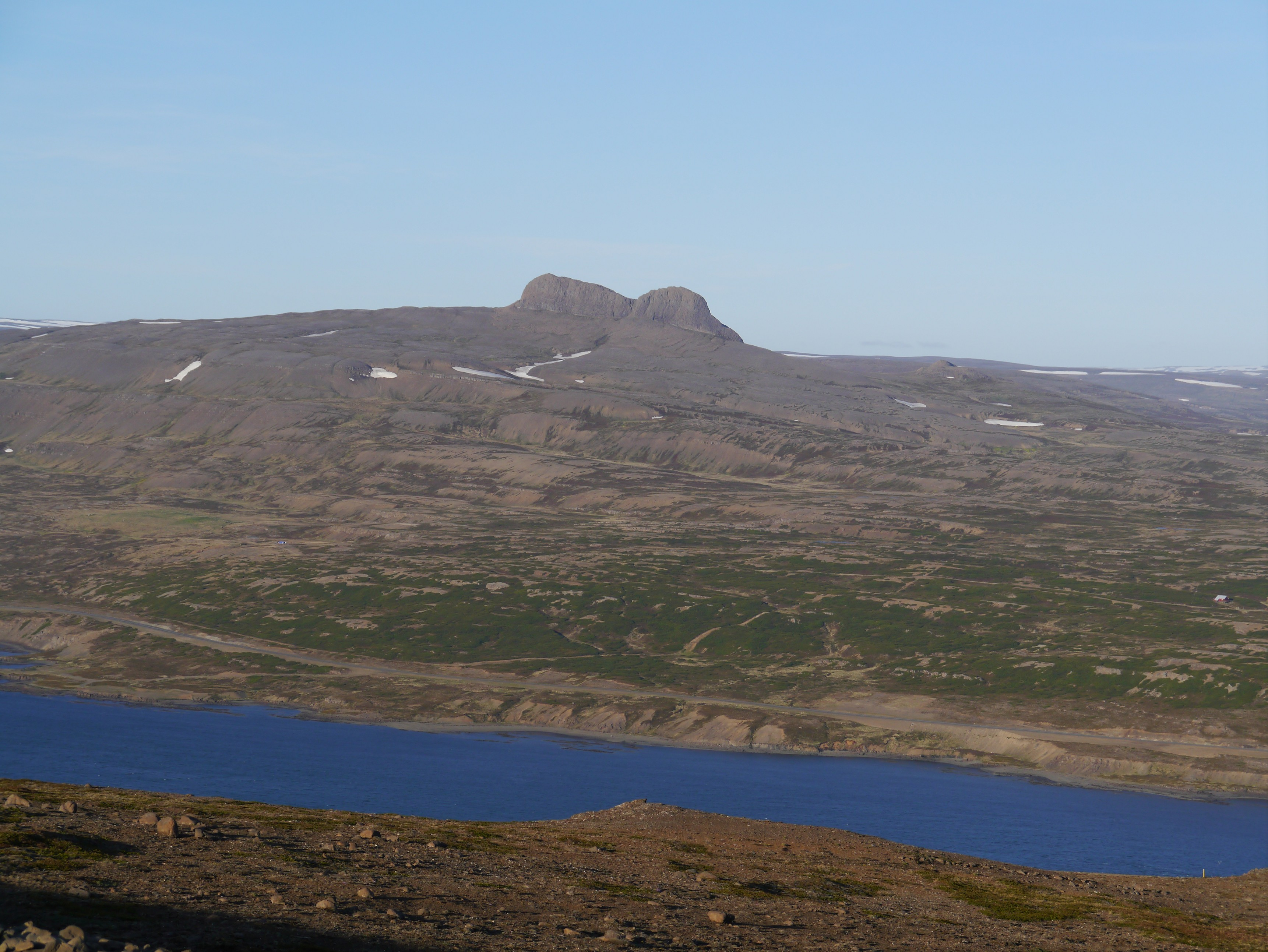
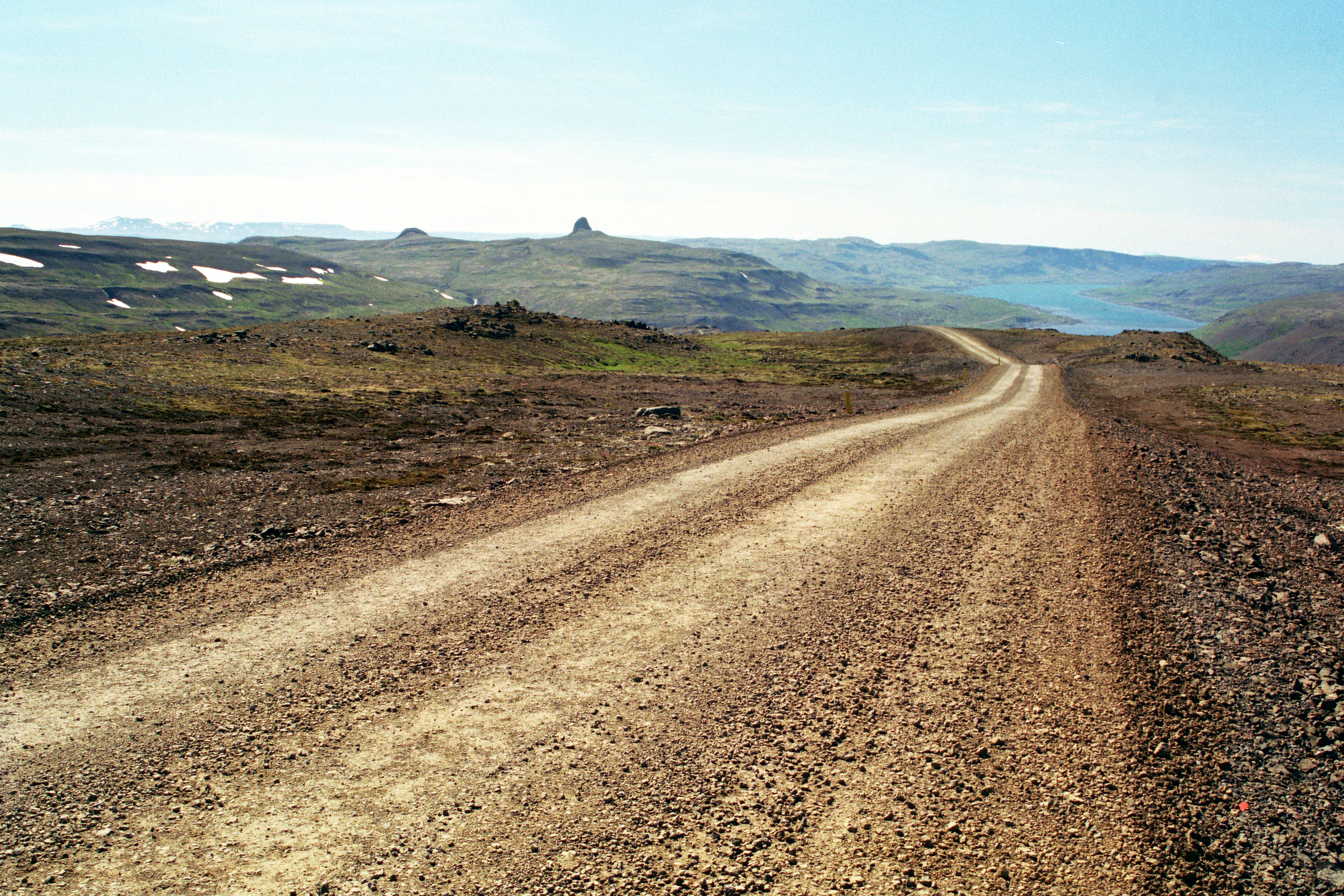